# Osyp Karaczewski
Osyp Karaczewski (ukr. Осип Карачевський, ps. „Swoboda”, „Juzyk”, ur. 6 marca 1905 w Derżowie, zg. 9 czerwca 1944 w Hamburgu) – działacz Organizacji Ukraińskich Nacjonalistów, członek Sztabu Wojskowego Siczy Karpackiej, dowódca szkoły oficerskiej w Turkowicach.
Członek Płastu. Ukończył gimnazjum w Stryju, następnie 3 lata studiował na Politechnice Lwowskiej. Od 1926 członek Związku Ukraińskiej Młodzieży Nacjonalistycznej, następnie od 1929 członek OUN. W latach 1928–1929 uczył się w Batalionie Podchorążych Rezerwy Piechoty Nr 5A w Cieszynie, przeniesiony do rezerwy w stopniu podporucznika. Pracował we Lwowie jako kontroler w spółdzielni „Masłosojuz”, następnie otworzył własną hurtownię warzyw.
Pod koniec 1938 przedostał się na nartach na Zakarpacie, gdzie włączył się do szkolenia żołnierzy Siczy Karpackiej. Został awansowany do stopnia porucznika. Po ataku wojsk węgierskich na Karpato-Ukrainę, 15 marca 1939 został wzięty do niewoli w okolicach Irszawy.
Po interwencji władz niemieckich zwolniony z węgierskiej niewoli na początku lipca 1939, przejechał do Niemiec, do wojskowego obozu szkoleniowego „Kripenau” w Dachstein, gdzie 5 lipca rozpoczęło się szkolenie. Karaczewski objął tam dowództwo 1 batalionu Legionu Ukraińskiego. Po kampanii polskiej Legion w grudniu 1939 został rozbrojony i rozformowany.
Od marca 1940 został wojskowym referentem OUN, dowódcą szkoły oficerskiej OUN w Turkowicach (jesień 1940), oraz wykładowcą szkoły oficerskiej im. płk. Konowalca w Krakowie. Po ogłoszeniu akt odnowienia Państwa Ukraińskiego objął dowództwo szkoły podoficerskiej OUN w Pomorzanach.
Po likwidacji rządu Stećki przez Niemców, objął kierownictwo mleczarni "Masłosojuzu" we Lwowie. Ożenił się z Iryną Anną Petryszak. W końcu 1942 został aresztowany przez gestapo, postrzelony podczas próby ucieczki. W jesieni 1943 został przewieziony do obozu koncentracyjnego Auschwitz-Birkenau. Później został przewieziony do obozu Neuengamme, gdzie zginął.